# Deltacommissie (1953)

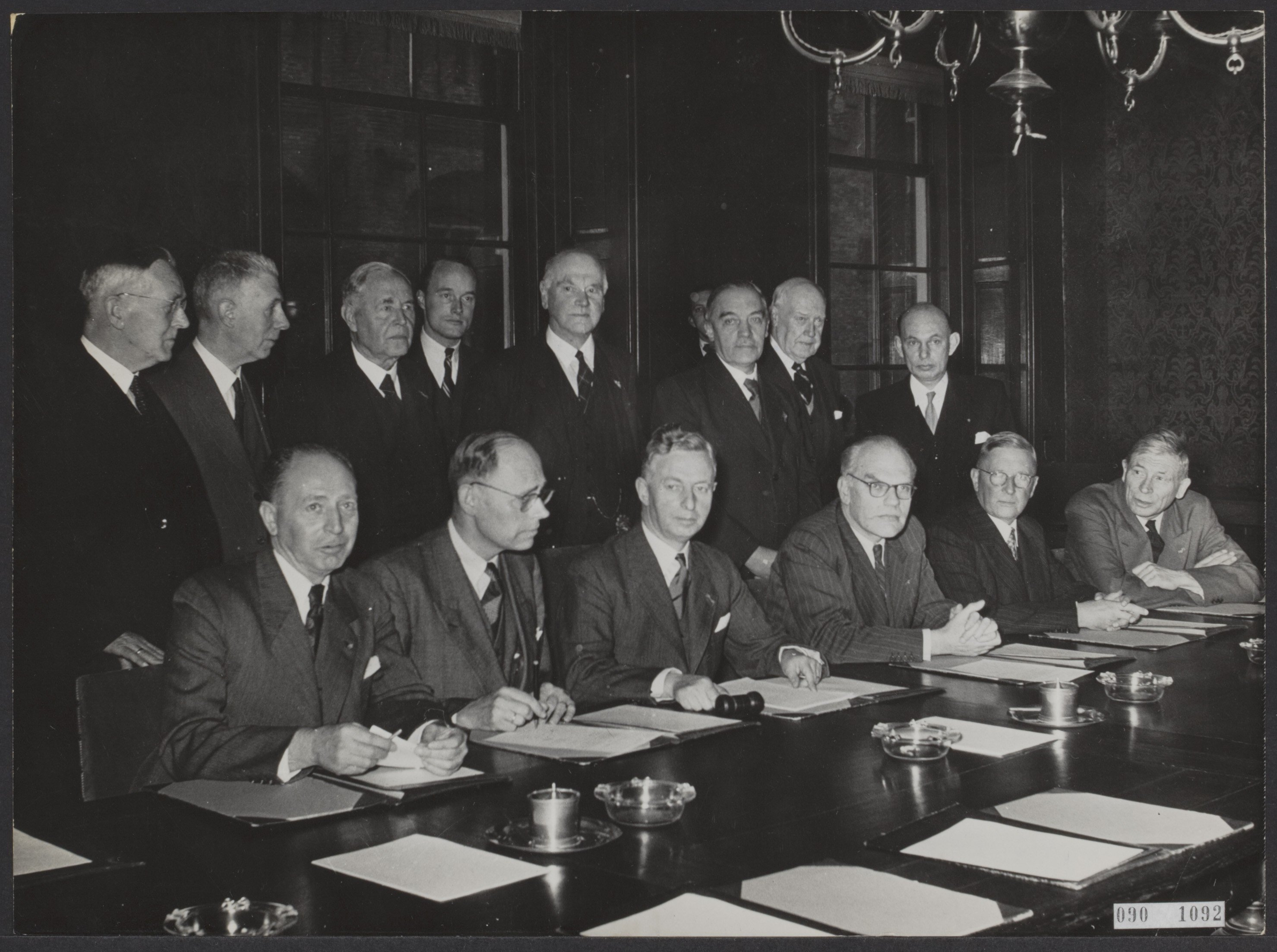
Installatie van de Deltacommissie op 21 februari 1953

De Deltacommissie was een staatscommissie die op 18 februari 1953 werd ingesteld door minister van Verkeer en Waterstaat Jacob Algera na de watersnoodramp, die grote delen van vooral Zeeland en Zuid-Holland onder water zetten en bijna tweeduizend slachtoffers maakte.
Deze commissie van deskundigen moest de minister adviseren welke maatregelen er noodzakelijk waren om een volgende watersnoodramp te voorkomen. Drie dagen later werd de commissie geïnstalleerd en ging aan het werk.
De commissie bestond uit 14 deskundigen: 12 civiel ingenieurs, een landbouwkundig ingenieur en de econoom Jan Tinbergen. Voorzitter werd de directeur-generaal van Rijkswaterstaat ir. August Godfried Maris. Secretaris was Johan van Veen, tot zijn overlijden op 9-12-1959, ingenieur bij Rijkswaterstaat die al eerder studies van het deltagebied had gemaakt. Naast hen hadden zitting:
- ir. G.P. (Johan) Nijhoff (civiel ingenieur, raadsadviseur van het Ministerie van Verkeer en Waterstaat; tot zijn overlijden op 4-2-1956)
- dr.ir. Victor Jean Pierre de Blocq van Kuffeler (civiel ingenieur, oud directeur-generaal van de Dienst der Zuiderzeewerken)
- prof.ir. Johannes Theodoor Thijsse (civiel ingenieur, Hoogleraar aan de Technische Hogeschool Delft)
- dr.ir. W.J.H. Harmsen (oud directeur-generaal van de Rijkswaterstaat; tot zijn overlijden op 11-1-1954)
- prof.ir. P.Ph. Jansen (Hoogleraar aan de Technische Hogeschool Delft)
- ir. R. VerLoren van Themaat (directeur van ingenieursbureau Van Hasselt & De Koning)
- ir. J.W. de Vries (hoofdingenieur-directeur in de directie Benedenrivieren van de Rijkswaterstaat)
- ir. L.T. van der Wal (oud directeur-hoofdingenieur van de Provinciale Waterstaat in Zuid Holland)

Daarna is de samenstelling enige malen gewijzigd. Benoemd zijn nog:
- ir.Johannes Aleidis Ringers (civiel ingenieur, oud directeur-generaal van de Rijkswaterstaat en oud minister van Openbare werken; vanaf 21-2-1953)
- Constantijn Leopold Carel van Kretschmar van Veen (civiel ingenieur, directeur van de Hollandse Aannemingsmaatschappij; vanaf 1-5-1953)
- dr. ir. Ferdinand Pieter Mesu (landbouwdeskundige, oud directeur van de Cultuurtechnische dienst; vanaf 2-3-1954)
- prof.dr. J. Tinbergen (econoom, hoogleraar aan de Nederlandse Economische Hogeschool Rotterdam; vanaf 2-3-1954)

In mei 1953 kwam de commissie met haar eerste advies: afsluiten van de Hollandse IJssel met een stormvloedkering, mogelijk door het jarenlange voorwerk van Johan van Veen. Vervolgens adviseerde de commissie tot afsluiting van de Oosterschelde, de Grevelingen en het Haringvliet. Het vierde advies omvatte de uitvoering van het 'Drie Eilandenplan': het verbinden van Walcheren, Noord- en Zuid-Beveland door de afdamming van het Veerse Gat en de Zandkreek. Ook stelde de commissie voor om de bestaande zeeweringen te verhogen tot een bepaalde hoogte, deltahoogte genoemd. Het eindrapport van de Deltacommissie werd eind 1960 gepubliceerd.